# Heidersdorf
Heidersdorf è un comune di 893 abitanti della Sassonia, in Germania.
Appartiene al circondario dei Monti Metalliferi (targa ERZ) ed è parte della comunità amministrativa (Verwaltungsgemeinschaft) di Seiffen/Erzgeb..